# Turcos de Bulgaria

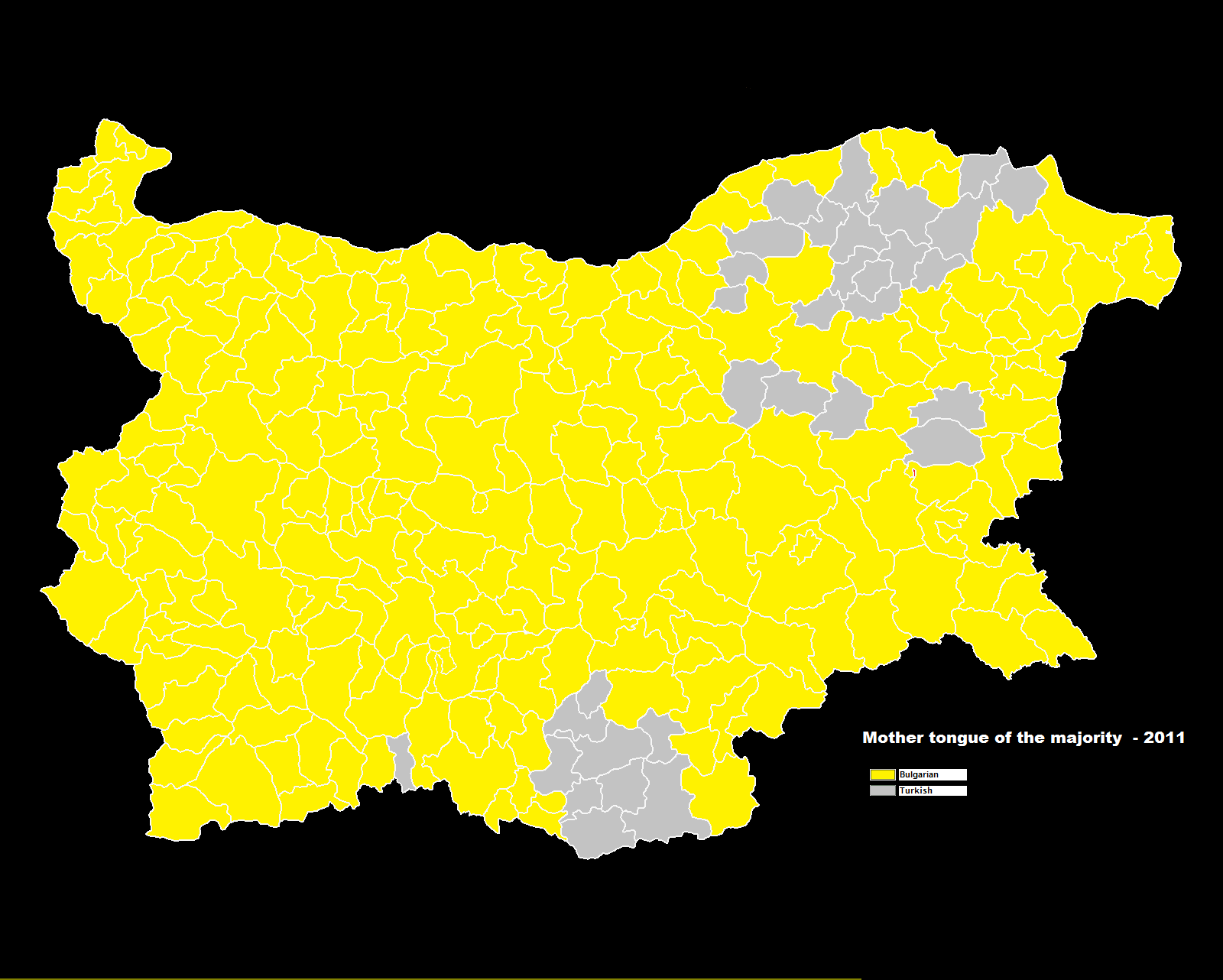
Mapa de lenguas maternas de los municipios de Bulgaria en 2011. En amarillo los municipios donde se habla mayoritariamente búlgaro y en gris donde se habla principalmente turco.

Los turcos de Bulgaria (búlgaro: български турци, Bǎlgarski Turci; turco: Bulgaristan Türkleri) son un pueblo túrquico que constituye una etnia minoritaria en Bulgaria y Turquía. Junto con los búlgaros y los gitanos, son uno de los tres grandes grupos étnicos de Bulgaria. Generalmente se caracterizan por ser personas bilingües que hablan tanto turco como búlgaro y en el ámbito confesional suelen ser de religión musulmana, generalmente suní o aleví.
En 2011 había 588 318 personas de esta etnia censadas en Bulgaria, formando el 8,8% de la población. Son más numerosos en las provincias de Kardzhali en el sur del país y Shumen, Silistra, Razgrad y Targovishte en el noreste.
La teoría más aceptada sobre el origen de este grupo étnico es que fue creado a partir de los siglos XIV-XV con un doble origen: turcos que emigraron a la actual Bulgaria durante el período otomano y búlgaros convertidos al islam en la misma época. No obstante, es posible que también desciendan, al menos parcialmente, de tribus túrquicas como los pechenegos, los oğuz o los cumanos. La tradición local los señala como descendientes de karamánidas que fueron asentados aquí por Mehmed II, Selim I y Mahmut II. Se empezaron a considerar una minoría étnica cuando en 1878 se creó el principado autónomo de Bulgaria, y desde entonces han mantenido costumbres culturales diferenciadas de la mayoría búlgara.